# Genealogia semplificata della successione di Borgogna e Fiandre
La sottostante genealogia, semplificata ai soli personaggi interessati alle vicende del ducato di Borgogna, della Franca Contea e della contea delle Fiandre, offre la visione di come in un centinaio di anni tutti questi feudi siano stati riuniti nelle mani di Filippo l'Ardito.
I personaggi di questo albero genealogico sono elencati riga per riga da sinistra a destra:
- Othon IV 1303 = Ottone IV di Borgogna
- Mahaut 1309 = Matilde d'Artois
- Robert de Béthune 1322 = Roberto III delle Fiandre
- Yolande de Bourgogne = Iolanda di Borgogna-Nevers
- Hugues IV de Rethel = Ugo IV di Rethel

- Robert II 1305 = Roberto II di Borgogna
- Jeanne de Bourgogne = Giovanna II di Borgogna
- Philippe V = Filippo V di Francia
- Louis de Nevers 1322 = Luigi I di Nevers
- Jeanne = Giovanna di Rethel

- Hugues V 1315 = Ugo V di Borgogna
- Philippe VI 1350 = Filippo VI di Francia
- Jeanne de Bourgogne = Giovanna di Borgogna (1293-1348)
- Eudes IV = Oddone IV di Borgogna
- Jeanne de France = Giovanna III di Borgogna
- Marguerite de France = Margherita I di Borgogna
- Louis de Nevers 1346 = Luigi I di Fiandra

- Marguerite de Bourgogne = Margherita di Borgogna (1290-1315)
- Louis X le Hutin 1316 = Luigi X di Francia
- Marguerite de Brabant = Margherita del Brabante
- Louis de Male 1384 = Luigi II di Fiandra

- Bonne de Luxembourg = Bona di Lussemburgo
- Jean le Bon 1364 = Giovanni II di Francia
- Jeanne d'Auvergne = Giovanna I d'Alvernia
- Philippe 1346 = Filippo di Borgogna

- Louis d'Évreux = Luigi d'Évreux
- Philippe de Hainaut = Filippa di Hainaut
- Edouard III = Edoardo III d'Inghilterra, pretendente al trono di Francia

- Jeanne de Navarre 1350 = Giovanna II di Navarra
- Philippe d'Évreux = Filippo III di Navarra
- Philippe de Rouvres 1361 = Filippo I di Borgogna
- Marguerite de Flandre 1405 = Margherita III delle Fiandre
- Edmond de Langley = Edmondo Plantageneto, I duca di York

- Charles de Navarre = Carlo II di Navarra, pretendente sia al trono di Francia che al ducato di Borgogna
- Jeanne = Giovanna di Valois, regina di Navarra
- Charles V = Carlo V di Francia
- Philippe le Hardi = Filippo II di Borgogna

- Charles III le Noble = Carlo III di Navarra
- Charles VI = Carlo VI di Francia

- Jean sans Peur 1419 = Giovanni di Borgogna
- Antoine = Antonio di Borgogna
- Philippe = Filippo di Nevers